# 371 Bohemia
Bohemia (asteroide 371) é um asteroide da cintura principal com um diâmetro de 54,64 quilómetros, a 2,5603053 UA. Possui uma excentricidade de 0,0610824 e um período orbital de 1 644,71 dias (4,5 anos).
Bohemia tem uma velocidade orbital média de 18,03684584 km/s e uma inclinação de 7,38377º.
Esse asteroide foi descoberto em 16 de Julho de 1893 por Auguste Charlois.
Este asteroide recebeu este nome em homenagem à região histórica Boémia.